# Helichrysum devium
Helichrysum devium — вид рослин з родини айстрові (Asteraceae), ендемік Мадейри.

## Поширення
Ендемік архіпелагу Мадейра (о. Мадейра).